# Flaga Madery
Flaga Madery – to jeden z symboli portugalskiego regionu autonomicznego Madera.

## Historia i symbolika
Ustanowiona została 28 lipca 1978. Proporcje wynoszą 2:3.
Kolor niebieski symbolizuje ocean, a żółty jest symbolem lądu. Krzyż Zakonu Rycerzy Chrystusa upamiętnia Henryka Żeglarza, który kolonizował niezamieszkane wcześniej wyspy.